# Drevsjön, Dalarna
Drevsjön är en sjö i Älvdalens kommun i Dalarna och ingår i Dalälvens huvudavrinningsområde. Sjön har en area på 0,49 kvadratkilometer och ligger 782,2 meter över havet. Sjön avvattnas av vattendraget Drevja (Drevjan). Vid provfiske har elritsa, gädda och lake fångats i sjön.

## Delavrinningsområde
Drevsjön ingår i det delavrinningsområde (684266-131725) som SMHI kallar för Utloppet av Drevsjön. Medelhöjden är 847 meter över havet och ytan är 5,09 kvadratkilometer. Räknas de 5 avrinningsområdena uppströms in blir den ackumulerade arean 15,15 kvadratkilometer. Drevja (Drevjan) som avvattnar avrinningsområdet har biflödesordning 3, vilket innebär att vattnet flödar genom totalt 3 vattendrag innan det når havet efter 555 kilometer. Avrinningsområdet består mestadels av skog (55 procent) och kalfjäll (36 procent). Avrinningsområdet har 0,49 kvadratkilometer vattenytor vilket ger det en sjöprocent på 9,6 procent.